# Дальняя Зеленая
Да́льняя Зелёная — деревня в Коношском районе Архангельской области. Входит в состав сельского поселения «Мирный».

## География
Деревня находится в юго-западной части Архангельской области, на расстоянии приблизительно 18 км (по прямой) к северо-западу от посёлка городского типа Коноша, административного центра района.

### Часовой пояс
Деревня Дальняя Зелёная, как и вся Архангельская область, находится в часовой зоне МСК (московское время). Смещение применяемого времени относительно UTC составляет +3:00.

## История
Деревня впервые отмечена на карте 1794 года.

## Население
| 2002 | 2010 | 2012 |
| ---- | ---- | ---- |
| 65   | ↘45  | ↘41  |

### Национальный состав
Согласно результатам переписи 2002 года, в национальной структуре населения русские составляли 100 % из 63 чел.